# 北九州市立古前小学校
北九州市立古前小学校（きたきゅうしゅうしりつ ふるまえしょうがっこう）は、かつて福岡県北九州市若松区古前2丁目にあった公立小学校。2022年3月をもって閉校。なお、本校校舎は、改修の上、2024年4月からくきのうみ小学校の校舎として使用される予定である。

## 沿革
（沿革節の主要な出典は公式サイト）
- 1919年（大正8年）4月 - 古前尋常小学校設置認可。
- 1920年（大正9年）
  - 4月 - 古前尋常小学校開校。
  - 10月 - 校舎建築落成（教場より本校に移転）。
- 1921年（大正10年）4月 - 高等科二カ年併置。古前尋常高等小学校と改称。
- 1922年（大正11年）3月 - 第一期尋常科卒業証書授与式。
- 1924年（大正13年）
  - 4月 - 学校正門及び裏門完成。
  - 7月 - 古前小学校保護者会発足。
- 1925年（大正14年）2月 - 設備適当、教授訓育の成績優秀により県の表彰を受け、報奨金百円授かる。
- 1939年（昭和14年）4月 - 若松市立古前尋常小学校と改称。
- 1941年（昭和16年）4月 - 若松市立古前国民学校と改称。
- 1947年（昭和22年）5月 - 若松市立古前小学校と改称。
- 1949年（昭和24年）6月 - 古前小学校父母教師会発足。
- 1950年（昭和25年）4月 - 古前幼稚園を併設。
- 1952年（昭和27年）3月 - 校舎改築工事落成。
- 1955年（昭和30年）
  - 3月 - 古前幼稚園廃園。
  - 11月 - 道徳教育研究発表会開催。
- 1956年（昭和31年）
  - 4月 - 玉井正雄作詞、角正年作曲の古前小学校校歌が完成。
  - 10月 - 唱歌ラジオコンクール優秀賞受賞。
- 1957年（昭和32年）1月 - 若松市小学校席上揮毫大会準優勝。
- 1961年（昭和36年）11月 - 若松市小学校珠算大会で団体優勝。
- 1963年（昭和38年）2月 - 北九州市立古前小学校と改称。
- 1966年（昭和41年）6月 - 若松区小学校席上揮毫大会団体優勝。
- 1967年（昭和42年）8月 - 校内プール竣工式挙行。
- 1970年（昭和45年）11月 - 創立五十周年記念式挙行。
- 1971年（昭和46年）7月 - 「母と子の二十分間読書運動」の継続で感謝状を受ける。
- 1973年（昭和48年）10月 - PTA活動の功績顕著により日本PTA全国協議会から表彰される。
- 1977年（昭和52年）
  - 2月 - 屋内体育館工事竣工。
  - 3月 - 校舎全面改築落成記念式挙行。
- 1978年（昭和53年）2月 - 学校正門完成。
- 1981年（昭和56年）8月 - 若松区小学校水泳記録会で「総合優勝」する。
- 1983年（昭和58年）
  - 10月- 校庭遊具設置・正門改造・東通用門並びに玄関改修。
  - 12月- 音楽コンクール器楽合奏の部で「優秀賞」受賞。
- 1984年（昭和59年）
  - 1月 - 北九州市音楽教育研究大会開催。
  - 7月 - PTA主催「校庭キャンプ」始まる。
- 1985年（昭和60年）
  - 1月- 玄関前に「二宮尊徳像」設置。
  - 10月 - 北九州市小学校幼年期教育研究大会開催。
  - 11月 - 音楽コンクール合唱の部で「優秀賞」受賞。
- 1987年（昭和62年）2月 - トランペット鼓隊発足。
- 1988年（昭和63年）8月 - 管楽器アンサンブル大会で「優秀賞」受賞。
- 1989年（平成元年）
  - 3月 - 卒業記念として、校門付近に壁画作成。
  - 5月 - 「トランペット鼓隊」を「金管バンド」に改名。
  - 6月 - 福岡県小学校特別活動研究大会を開催。
  - 8月 - 金管バンド、リハーサル国体ホッケー会場開会式に出場。
- 1990年（平成2年）10月 - とびうめ国体ホッケー会場開会式に金管バンド出演。
- 1991年（平成3年）11月 - 北九州市小学校音楽研究大会開催。
- 1992年（平成4年）3月 - 金管バンド、九州小学校管楽器交歓演奏会出場（熊本県立劇場）。
- 1993年（平成5年）
  - 2月 - 金管バンド、九州小学校管楽器交歓演奏会出場（福岡サンパレス）。
  - 12月 - 福岡県小学校県児童画展学校賞として「毎日新聞社賞」受賞。
- 1994年（平成6年）12月 - 福岡県小学校児童画展学校賞として「県図画工作研究会賞」受賞。
- 1995年（平成7年）
  - 10月 - 金管バンド、県小学校音楽コンクール北九州大会で「銀賞」受賞。校区年長者との交流＝伝承遊び「ふれあい広場」開始。
  - 12月 - 福岡県小学校児童画展学校賞として「RKB放送賞」受賞。
- 1996年（平成8年）
  - 10月 - 金管バンド、県小学校音楽コンクール北九州大会で「銀賞」受賞。
  - 12月 - 福岡県小学校児童画展学校賞として「松本財団賞」受賞。
- 1997年（平成9年）
  - 9月 - 一人暮らしの年長者への手紙渡し活動開始。
  - 10月 - 金管バンド、県小学校音楽コンクール北九州大会で「銀賞」受賞。
  - 12月 - 福岡県小学校児童画展学校賞として「RKB毎日賞」受賞。
- 1998年（平成10年）
  - 4月 - タカミヤ・マリバー事業「ホタルをそだてる事業」認可。
  - 7月 - 古前ホタルの里びらき。
  - 12月 - 福岡県小学校児童画展学校賞として「松本財団賞」受賞。金管バンド、マーチング大会で「優秀賞」受賞。
- 1999年（平成11年）
  - 5月 - ホタル1号発見。
  - 6月 - ホタル鑑賞会（参加者200名）北九州市ホタルの会会長 山岡誠氏招聘。
- 2003年（平成15年）
  - 10月 - 第18回北九州市小学校特別活動研究大会。
  - 11月 - 鍛錬遠足開始。
- 2005年（平成17年）3月 - ふれあい広場整備。
- 2006年（平成18年）1月 - 昔の道具体験ふれあい交流実施。
- 2008年（平成20年）12月 - 日産ものづくりキャラバン5年　北橋健治北九州市長来校。
- 2010年（平成22年）
  - 1月 - 児童画展さくらクレパス賞（学校賞）受賞。
  - 2月 - 北九州市教育委員会「福原賞」受賞6年3名。
  - 5月 - 学童交通安全運動実践最優秀賞受賞。
  - 6月 - 敬老ふれあい給食開始。
- 2012年（平成24年）9月 - 「古前ランランタイム」開始。
- 2013年（平成25年）12月 - 嘉代子桜植樹式。
- 2018年（平成30年）5月 - 教室エアコン設置完了。
- 2019年（平成31年）4月 - ワールドラグビー女子セブンズオーストラリアチームと交流。
- 2019年（令和元年）9月 - テコンドータイ代表選手との交流。
- 2020年（令和2年）
  - 2月 - 新型コロナのため休校。
  - 4月 - 入学式中止。
  - 5月 - 学校再開。
  - 12月 - オリンピック・パラリンピック交流会（二條実穂選手：車いすテニス）。
- 2021年（令和3年）
  - 1月 - 新型コロナのため中止となった運動会の代わりに持久走記録会開催。
  - 3月 - 創立百周年をお祝いする会挙行。
- 2022年（令和4年）3月 - 古前小学校閉校記念式典[1]。北九州市立修多羅小学校と統合し、くきのうみ小学校となる（修多羅小学校の校舎を使用）[1]。
- 2024年（令和6年）4月 - 校舎は大規模改修工事を経て、くきのうみ小学校の校舎として利用される予定[1]。

## 通学区域
- 大池町の一部・くきのうみ中央・修多羅2丁目の一部・修多羅3丁目の一部・古前1丁目の一部・古前2丁目の一部・宮丸1丁目の一部・和田町・大字藤木の一部

## 進学先中学校
- 北九州市立石峯中学校
- 北九州市立若松中学校

## 交通
- JR筑豊本線若松駅から徒歩15分
- 西鉄バス北九州若松駅前バス停から徒歩12分

## 校区周辺
- 修多羅林間公園
- 若松体育館
- 国道199号